# Pawieł Czistow
Pawieł Wasiljewicz Czistow (ros. Павел Васильевич Чистов, ur. 1905 we wsi Kondyrino w guberni moskiewskiej, zm. 1982 w Moskwie) – funkcjonariusz radzieckich służb specjalnych, major bezpieczeństwa państwowego.

## Życiorys
Skończył 3 klasy moskiewskiej szkoły drugiego stopnia, od lipca 1923 pracował w GPU w Moskwie, w październiku 1928 został pełnomocnikiem okręgowego oddziału GPU w Irkucku, 1929–1930 był szefem Wydziału Informacyjnego okręgowego oddziału GPU w Irkucku. Od października 1930 do 1931 był szefem Wydziału Informacyjnego sektora operacyjnego GPU w Kraju Zachodnio-Syberyjskim, później pomocnikiem szefa Wydziału Tajno-Politycznego Pełnomocnego Przedstawicielstwa OGPU w Kraju Zachodnio-Syberyjskim, od 14 maja 1933 do 23 sierpnia 1934 szefem sektora operacyjnego GPU/NKWD w Barnaule, a od 23 sierpnia 1934 do 29 września 1936 szefem Wydziału Tajno-Politycznego Zarządu NKWD obwodu czelabińskiego, 25 grudnia 1935 otrzymał stopień starszego porucznika bezpieczeństwa państwowego. Od 29 września 1936 do 22 maja 1937 był pomocnikiem szefa Zarządu NKWD obwodu swierdłowskiego, 20 grudnia 1936 został awansowany na kapitana bezpieczeństwa państwowego, od 22 maja do 29 lipca 1937 był zastępcą szefa Zarządu NKWD obwodu swierdłowskiego, a od 29 lipca 1937 do 26 lutego 1938 szefem Zarządu NKWD obwodu czelabińskiego, od 22 sierpnia 1937 w stopniu majora bezpieczeństwa państwowego. Od 26 lutego 1938 do 1 lutego 1939 był szefem Zarządu NKWD obwodu donieckiego/stalińskiego, od 8 marca 1939 do 11 października 1940 szefem Poprawczego Obozu Pracy w Samarze, od 11 października 1940 do lipca 1941 szefem Zarządu Poprawczego Obozu Pracy w Wytiegrze, w lipcu-sierpniu 1941 szefem Głównego Zarządu Prac Obronnych NKWD ZSRR, a od 23 sierpnia do 3 września 1941 szefem Południowo-Zachodniego Zarządu Budownictwa Budów Obronnych. Był deputowanym do Rady Najwyższej ZSRR 1 kadencji. 20 grudnia 1932 otrzymał Odznakę "Honorowy Funkcjonariusz Czeki/GPU (XV)", 19 grudnia 1937 Order Lenina, 22 lutego 1938 Medal jubileuszowy „XX lat Robotniczo-Chłopskiej Armii Czerwonej”, a 26 kwietnia 1940 Order „Znak Honoru”.
3 września 1941 w rejonie Konotopa dostał się do niemieckiej niewoli (podawał się za majora Armii Czerwonej i inżyniera-hydrotechnika) i został osadzony w obozie jenieckim w Prostkach, w którym pracował fizycznie. 4 grudnia 1943 został aresztowany przez gestapo i osadzony więzieniu w Olsztynie, w lutym 1944 w obozie w Stutthofie, a w lipcu 1944 w Mauthausen, z którego został uwolniony 7 maja 1945. Po powrocie do ZSRR, 17 lipca 1945 znalazł się w obozie sprawdzająco-filtracyjny NKWD  Podolsku, w którym 21 września 1946 został aresztowany, a 27 marca 1947 skazany na 15 lat pozbawienia wolności. Karę odbywał w obozie w Magadanie, z którego został wypuszczony 5 listopada 1955. Później mieszkał w Moskwie.